# Herbert Blankenhorn

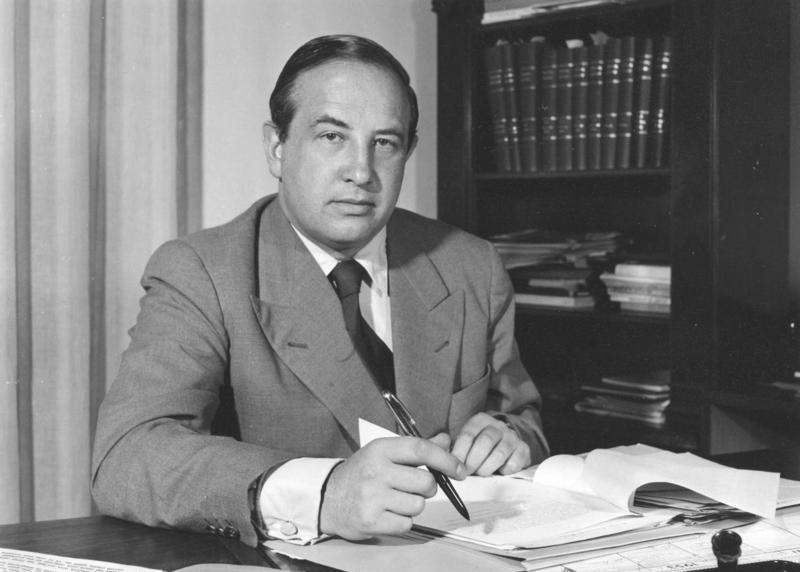
Herbert Blankenhorn (1953)

Herbert Blankenhorn (* 15. Dezember 1904 in Mülhausen, damals Reichsland Elsaß-Lothringen, Deutsches Kaiserreich; † 10. August 1991 in Badenweiler) war ein deutscher Diplomat. Er war ab 1929 Angehöriger des Auswärtigen Amtes, leitete 1943 die Wirtschaftsabteilung der deutschen Gesandtschaft in Bern und wurde Referatsleiter im Auswärtigen Amt. Nach dem Zweiten Weltkrieg wurde er einer der einflussreichsten Berufsdiplomaten der Bundesrepublik Deutschland. Mit seinem Namen werden die ersten Anfänge deutscher Außenpolitik in der Nachkriegszeit verbunden.

## Leben
Herbert Blankenhorn war Sohn des Berufsoffiziers Erich Blankenhorn. Er beantragte am 20. September 1938 die Aufnahme in die NSDAP und wurde zum 1. Dezember desselben Jahres aufgenommen (Mitgliedsnummer 6.997.147). In der Zeit des Nationalsozialismus war er zuletzt als Legationsrat I. Klasse tätig und geriet am 2. April 1945 in US-Gewahrsam. Er wurde vom Geheimdienst Office of Strategic Services (OSS) nach Insiderwissen aus seiner Zeit von 1935 bis 1939 als Botschaftsattaché in Washington befragt. Bei den Verhören gelang es ihm, sich „ins Licht des Widerstands zu stellen und daraus den Anspruch abzuleiten, unter antikommunistischen Vorzeichen an der Zukunft Deutschlands mitzuarbeiten“ – obwohl er selbst kein Widerstandskämpfer war und der amerikanische Außenminister Edward Stettinius ihn als „aktiven Nazi und aggressiven Propagandisten“ einschätzte.
Blankenhorn trat 1946 in die CDU ein und war von 1946 bis 1949 zunächst gewählter Sekretär des Zonenbeirats für die britische Besatzungszone. Nach Dienstantritt der ersten Regierung Adenauer 1949 wurde er Persönlicher Referent des Bundeskanzlers und leitete als Ministerialdirigent die Dienststelle für Auswärtige Angelegenheiten im Bundeskanzleramt. Bis zur Revision des Besatzungsstatuts im März 1951 war es der Bundesrepublik nicht gestattet, ein Außenministerium zu haben. Nach dessen Errichtung 1951, die er als Leiter der Dienststelle entscheidend mit vorbereitet hatte, wurde Blankenhorn als Ministerialdirektor Leiter der dortigen Politischen Abteilung. In dieser Funktion unterstand er dem damaligen Außenminister Konrad Adenauer, der dieses Amt neben seiner Kanzlerschaft innehatte.
1953 wurde Blankenhorn ständiger Vertreter der Bundesregierung bei der NATO, ab 1955 im Rang eines Botschafters. Von 1958 bis 1963 vertrat er die Bundesrepublik als Botschafter in Paris, von 1963 bis 1965 in Rom und von 1965 bis 1970 in London.
Blankenhorn war Mitglied (engster Kreis) der Delegation Adenauers, die im September 1955 nach Moskau reiste und dort die Heimkehr der letzten in der Sowjetunion gefangengehaltenen Soldaten und Zivilverschleppten erreichte.

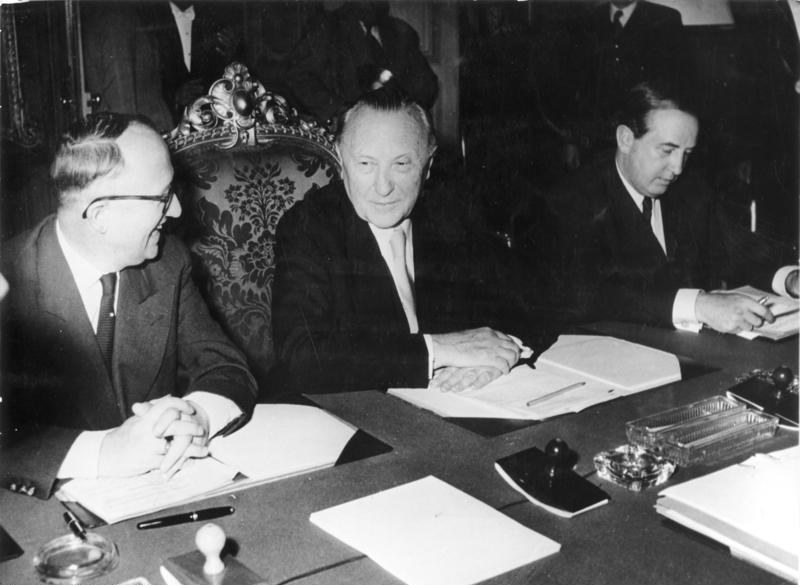
Blankenhorn (re) mit Konrad Adenauer und Walter Hallstein (1954)

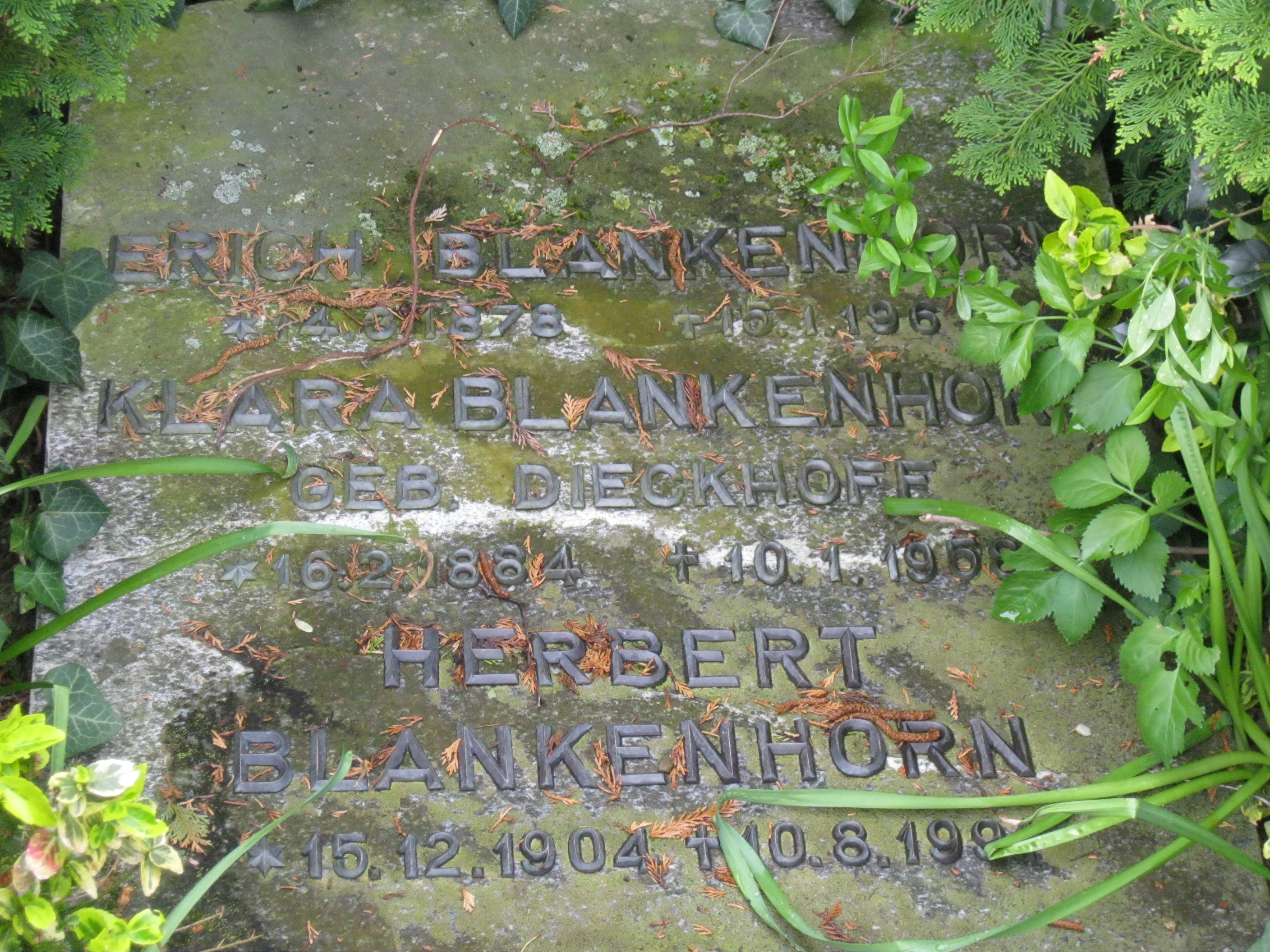
Grab von Herbert Blankenhorn auf dem Friedhof Badenweiler-Lipburg

1958 wurde im Rahmen eines Prozesses vor dem Landgericht Bonn der Vorwurf erhoben, er habe die Denunziationen gegen den Ministerialbeamten Hans Strack ohne Überprüfung der Anschuldigungen bedenkenlos weitergegeben. Blankenhorn wurde im April 1959 zu einer Bewährungsstrafe verurteilt, die 1960 in einer Revision aufgehoben wurde.
1970 wählte die Generalkonferenz der UNESCO Blankenhorn in ihren Exekutivrat; 1974–1976 war er stellvertretender Vorsitzender dieses Exekutivrates.

## Ehrungen
- 28. November 1951: Kreisschreiben Nr. 628 des Eidgenössischen Justiz- und Polizeidepartements
- 1955: Großes Verdienstkreuz mit Stern der Bundesrepublik Deutschland
- 1970: Großes Verdienstkreuz mit Stern und Schulterband

## Werke
- Verständnis und Verständigung: Blätter eines politischen Tagebuchs 1949 bis 1979. Propyläen Verlag, Frankfurt am Main; Berlin; Wien 1980, ISBN 3-549-07396-8.